# Diócesis de Zamora (México)
La diócesis de Zamora (en latín: Dioecesis Zamorensis in Mexico) es una circunscripción eclesiástica de la Iglesia católica en México. Se trata de una diócesis latina, sufragánea de la arquidiócesis de Morelia. Desde el 3 de mayo de 2007 su obispo es Javier Navarro Rodríguez.

## Territorio y organización

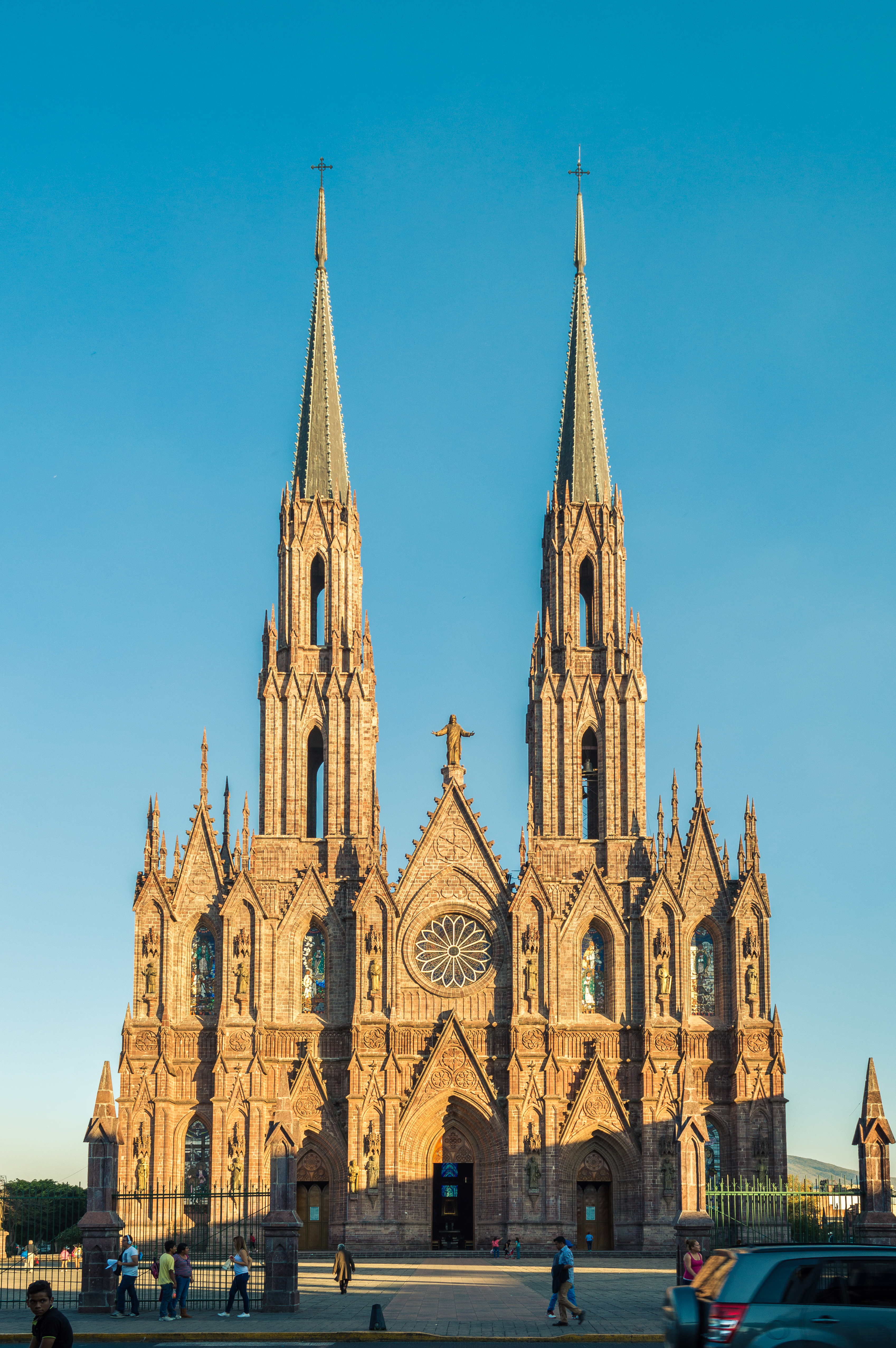
Concatedral de Nuestra Señora de Guadalupe

La diócesis tiene 12 000 km² y extiende su jurisdicción sobre los fieles católicos de rito latino residentes en el estado de Michoacán en los municipios de: Zamora,  Briseñas, Cojumatlán de Régules, Cotija, Charapan, Chavinda, Cherán, Chilchota, Churintzio, Ecuandureo, Ixtlán, Jacona, Jiquilpan, Marcos Castellanos, Nahuatzen, Nuevo Parangaricutiro, Pajacuarán, Paracho, Peribán, Purépero, Los Reyes, Sahuayo, Tancítaro, Tangamandapio, Tangancícuaro, Tanhuato, Taretan, Tingambato, Tingüindín, Tlazazalca, Tocumbo, Uruapan, Venustiano Carranza, Villamar, Vista Hermosa, Yurécuaro, Zináparo, Ziracuaretiro y parte de los municipios de Jiménez, Gabriel Zamora, Penjamillo y Zacapu. Forma parte de la Zona Pastoral Don Vasco. 
La sede de la diócesis se encuentra en la ciudad de Zamora de Hidalgo, en donde se halla la Catedral de la Inmaculada Concepción y la Concatedral de Nuestra Señora de Guadalupe.
En 2020 en la diócesis existían 140 parroquias agrupadas en 12 vicarías zonales:
| Vicaría Zamora | Vicaría Uruapan            | Vicaría Ecuandureo        | Vicaría Jacona           |
| Vicaría Norte  | Vicaría San José de Gracia | Vicaría San Pedro Caro    | Vicaría los Reyes-Cotija |
| Vicaría Sierra | Vicaría Purepero           | Vicaría Sahuayo-Jiquilpan | Vicaría Tangancícuaro    |

## Historia
La diócesis fue erigida el 26 de enero de 1863 con la bula In celsissima militantis Ecclesiae del papa Pío IX, derivando el territorio de la arquidiócesis de Michoacán (hoy arquidiócesis de Morelia). El primer obispo fue José Antonio de la Peña y Navarro, quien fue elegido el 19 de marzo de 1863, siendo ordenado el 8 de mayo de 1864 y tomó posesión como tal el 10 de diciembre de 1865.
El 26 de julio de 1913 cedió una porción de su territorio para la erección de la diócesis de Tacámbaro.
El 25 de septiembre de 1950, con la carta apostólica A qua una mortales, el papa Pío XII proclamó a la Santísima Virgen María de la Esperanza como patrona principal de la diócesis.

## Estadísticas
Según el Anuario Pontificio 2021 la diócesis tenía a fines de 2020 un total de 1 391 700 fieles bautizados.
| Año                                                                             | Población            | Población | Población      | Sacerdotes | Sacerdotes    | Sacerdotes    | Bautizados por sacerdote | Diáconos permanentes | Religiosos | Religiosos | Parroquias |
| Año                                                                             | Bautizados católicos | Total     | % de católicos | Total      | Clero secular | Clero regular | Bautizados por sacerdote | Diáconos permanentes | Varones    | Mujeres    | Parroquias |
| ------------------------------------------------------------------------------- | -------------------- | --------- | -------------- | ---------- | ------------- | ------------- | ------------------------ | -------------------- | ---------- | ---------- | ---------- |
| 1950                                                                            | 419 803              | 420 589   | 99.8           | 164        | 160           | 4             | 2559                     |                      | 24         | 324        | 247        |
| 1965                                                                            | 450 000              | 500 000   | 90.0           | 256        | 232           | 24            | 1757                     |                      | 66         | 700        | 68         |
| 1968                                                                            | 570 000              | 579 624   | 98.3           | 256        | 238           | 18            | 2226                     |                      | 79         | 862        | 73         |
| 1976                                                                            | 200 315              | 200 515   | 99.9           | 329        | 263           | 66            | 608                      |                      | 110        | 699        | 272        |
| 1980                                                                            | 1 215 000            | 1 250 000 | 97.2           | 238        | 220           | 18            | 5105                     |                      | 40         | 759        | 85         |
| 1990                                                                            | 1 979 981            | 1 990 871 | 99.5           | 235        | 216           | 19            | 8425                     |                      | 51         | 866        | 118        |
| 1999                                                                            | 1 618 846            | 1 980 000 | 81.8           | 290        | 265           | 25            | 5582                     |                      | 82         | 844        | 121        |
| 2000                                                                            | 1 618 846            | 1 980 000 | 81.8           | 294        | 269           | 25            | 5506                     |                      | 82         | 844        | 121        |
| 2001                                                                            | 1 618 846            | 1 980 000 | 81.8           | 298        | 273           | 25            | 5432                     |                      | 82         | 844        | 121        |
| 2010                                                                            | 1 465 000            | 1 629 000 | 89.9           | 350        | 316           | 34            | 4185                     |                      | 89         | 760        | 140        |
| 2014                                                                            | 1 516 000            | 1 685 000 | 90.0           | 320        | 287           | 33            | 4737                     |                      | 85         | 755        | 140        |
| 2017                                                                            | 1 377 900            | 1 531 400 | 90.0           | 324        | 273           | 51            | 4252                     |                      | 112        | 627        | 140        |
| 2020                                                                            | 1 391 700            | 1 546 000 | 90.0           | 305        | 264           | 41            | 4562                     |                      | 79         | 595        | 140        |
| Fuente: Catholic-Hierarchy, que a su vez toma los datos del Anuario Pontificio. |                      |           |                |            |               |               |                          |                      |            |            |            |

## Episcopologio
| Foto | Escudo | Nombre del titular                             | Período                                                     | Fin del cargo (razón)                     |
|      |        | José Antonio de la Peña y Navarro †            | 19 de marzo de 1863-13 de julio de 1877                     | Falleció                                  |
|      |        | Siervo de Dios José María Cázares y Martínez † | 15 de julio de 1878-24 de octubre de 1908                   | Retirado                                  |
|      |        | José de Jesús Fernández y Barragán? †          | 24 de octubre de 1908 por sucesión-1909                     | Renunció                                  |
|      |        | José Othón Núñez y Zárate †                    | 22 de marzo de 1909-17 de marzo de 1922                     | Nombrado arzobispo coadjutor de Antequera |
|      |        | Manuel Fulcheri y Pietrasanta †                | 21 de abril de 1922-30 de junio de 1946                     | Falleció                                  |
|      |        | José Gabriel Anaya y Diez de Bonilla †         | 10 de marzo de 1947-15 de septiembre de 1967                | Renunció                                  |
|      |        | José Salazar López †                           | 15 de septiembre de 1967 por sucesión-21 de febrero de 1970 | Nombrado arzobispo de Guadalajara         |
|      |        | Adolfo Hernández Hurtado †                     | 6 de septiembre de 1970-12 de diciembre de 1974             | Renunció                                  |
|      |        | José Esaúl Robles Jiménez †                    | 12 de diciembre de 1974-17 de octubre de 1993               | Falleció                                  |
|      |        | Carlos Suárez Cázares                          | 18 de agosto de 1994-13 de diciembre de 2006                | Renunció                                  |
|      |        | Javier Navarro Rodríguez                       | Desde el 3 de mayo de 2007                                  |                                           |

## Santoral
| Santoral de la diócesis | Santoral de la diócesis                      | Santoral de la diócesis      | Santoral de la diócesis            | Santoral de la diócesis            |
| --- | -------------------------------------------- | ---------------------------- | ---------------------------------- | ---------------------------------- |
| Originario de Cotija | 2° Obispo de la diócesis                     | Mártir de la guerra cristera | Originario de Ecuandureo           | Familia de orígenes zamoranos      |
| San Rafael Guízar y Valencia Beata madre Vicenta de santa Dorotea Chávez Orozco Sierva de Dios Natividad Valencia de Guízar | Siervo de Dios José María Cázares y Martínez | San José Sánchez del Río     | Leonardo Castellanos y Castellanos | José Antonio Plancarte y Labastida |